# Luleå kommun
Luleå kommun är en kommun i Norrbottens län. Centralort är Luleå som också är länets residensstad. Luleå kommun är finsk förvaltningskommun sedan 1 februari 2013.
Kommunen är Norrlands fjärde största sett till folkmängden, och den tredje mest tätbefolkade.
Luleå rankades 2023 som den bästa kommunen i Sverige att leva i enligt tidningen Fokus kommunrankning.

## Administrativ historik
Kommunens område motsvarar Nederluleå socken och en del (Råneå församling) av Råneå socken. I dessa socknar bildades vid kommunreformen 1862 landskommuner med motsvarande namn. I området fanns även Luleå stad som 1863 bildade en stadskommun.
Svartöstadens municipalsamhälle inrättades 23 augusti 1901 i Nederluleå och uppgick vid årsskiftet 1932/1933 i Luleå stad.
Kommunreformen 1952 påverkade inte indelningarna i området, då varken Västerbottens eller Norrbottens län berördes av reformen.
1969 införlivades i Luleå stad Nederluleå landskommun och Råneå landskommun (varur en del, Gunnarsbyns församling, utbrutits 1967 till Bodens stad). Luleå kommun bildades vid kommunreformen 1971 genom en ombildning av Luleå stad.
Kommunen ingår sedan bildandet i Luleå domkrets.
Kommunen ingår sedan 2013 i förvaltningsområdet för finska, samt sedan 2018 för förvaltningsområdet för meänkieli och samiska. Kommunnamnet är Julevu gielda på nordsamiska och Luulajan kunta på de båda andra språken.

## Geografi
Luleå kommun är belägen i de södra delarna av landskapet Norrbotten. Kommunen har Bottenviken i öster och gränsar i sydväst till Piteå kommun och Älvsbyns kommun, i väster till Bodens kommun, i norr till Överkalix kommun och i nordost till Kalix kommun, alla i Norrbottens län.

### Topografi och hydrografi
Längs kommunens kust finns slättmark och De Geer-moräner. Luleå skärgård består av totalt 1 312 flacka öar bestående av morän och sand. Längre in från kusten löper flera dalgångar i riktning från nordväst till sydöst. Jordtäcke saknas helt i vissa högre områden,  andra delar består av morän.
Luleå kommun är belägen vid Bottenviken och genom kommunen rinner Luleälven från nordväst och mynnar ut i havet i sydväst. Genom Råneå rinner Råneälven, Sveriges största skogsälv, som anses vara ett av Sveriges bästa fiskevatten för gädda, öring, harr, abborre och flodkräfta. Kommunens största sjö är Hovlössjön.

### Naturskydd
I kommunen finns ett flertal skyddade naturområden. Gammelstadsviken ett naturreservat, Natura 2000-område och upptaget på FN:s lista över skyddsvärda våtmarker enligt Ramsarkonventionen. Där finns dvärgnäckrosor och ett stort antal fågel- och växtarter som i vanliga fall förknippas med södra Sverige. Exempelvis sothöns, skäggdopping och bredkaveldun. Ett annat naturreservat är Bälingeberget med där avsmältningen från landisen präglat naturen. Till exempel har grottor och långa sammanhängande erosionskanter som bildats.

### Administrativ indelning
Från 2011 fram till 2016 var kommunen för befolkningsrapportering indelad i tre församlingar – Luleå domkyrkoförsamling, Nederluleå församling och Råneå församling.

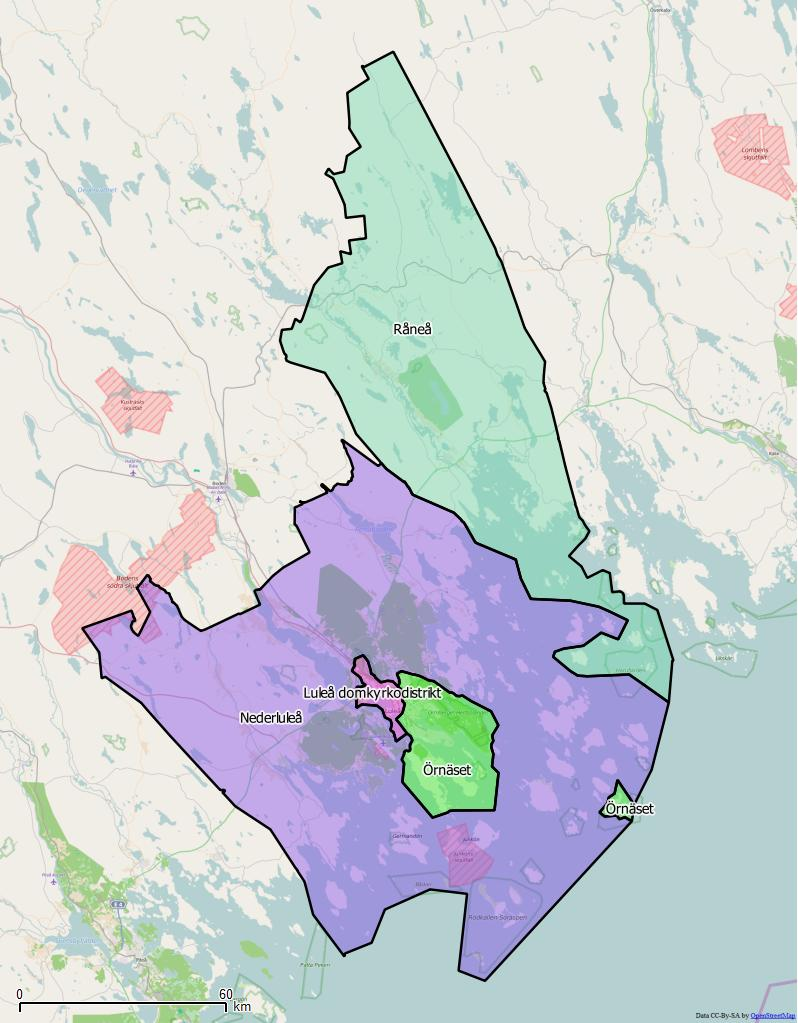
Distrikt inom Luleå kommun

Från 2016 indelas kommunen I stället i fyra distrikt – Luleå domkyrkodistrikt, Nederluleå, Råneå och Örnäset.

### Tätorter
Vid tätortsavgränsningen av Statistiska centralbyrån den 31 december 2018 fanns det 21 tätorter i Luleå kommun.
| Nr | Tätort                    | Folkmängd |
| -- | ------------------------- | --------- |
| 1  | Luleå                     | 49 123    |
| 2  | Gammelstaden              | 4 836     |
| 3  | Bergnäset                 | 3 761     |
| 4  | Södra Sunderbyn           | 3 085     |
| 5  | Råneå                     | 2 034     |
| 6  | Antnäs                    | 1 732     |
| 7  | Hällbäcken och Sinksundet | 1 014     |
| 8  | Rutvik                    | 871       |
| 9  | Måttsund                  | 642       |
| 10 | Bensbyn                   | 605       |
| 11 | Kallax                    | 493       |
| 12 | Ersnäs                    | 492       |
| 13 | Brändön                   | 338       |
| 14 | Bälinge                   | 303       |
| 15 | Klöverträsk               | 240       |
| 16 | Karlsvik                  | 232       |
| 17 | Persön                    | 223       |
| 18 | Sundom                    | 220       |
| 19 | Jämtön                    | 206       |
| 20 | Ängesbyn                  | 205       |
| 21 | Avan                      | 198       |

Centralorten är i fet stil

## Styre och politik

### Styre
Traditionellt sett är Luleå kommun ett starkt fäste för Socialdemokraterna, och partiet hade egen majoritet 1973–1976, 1979–1991, 1994–1998 samt 2006–2018.
| 1995-1998 | S |    |    |
| 1999-2006 | S | V  |    |
| 2007-2016 | S | MP |    |
| 2016-2018 | S |    |    |
| 2018-2022 | S |    |    |
| 2022-2026 | S | V  | MP |

### Kommunalråd
Kommunen har fyra kommunalråd och ett oppositionsråd: Carina Sammeli (S), som är kommunstyrelsens ordförande, Fredrik Hansson (S), som är vice ordförande i kommunstyrelsen, Mathias Karvonen (V), Evelina Rydeker (Mp) och Matti Björk (M), som är andre vice ordförande i kommunstyrelsen.

### Kommunfullmäktige

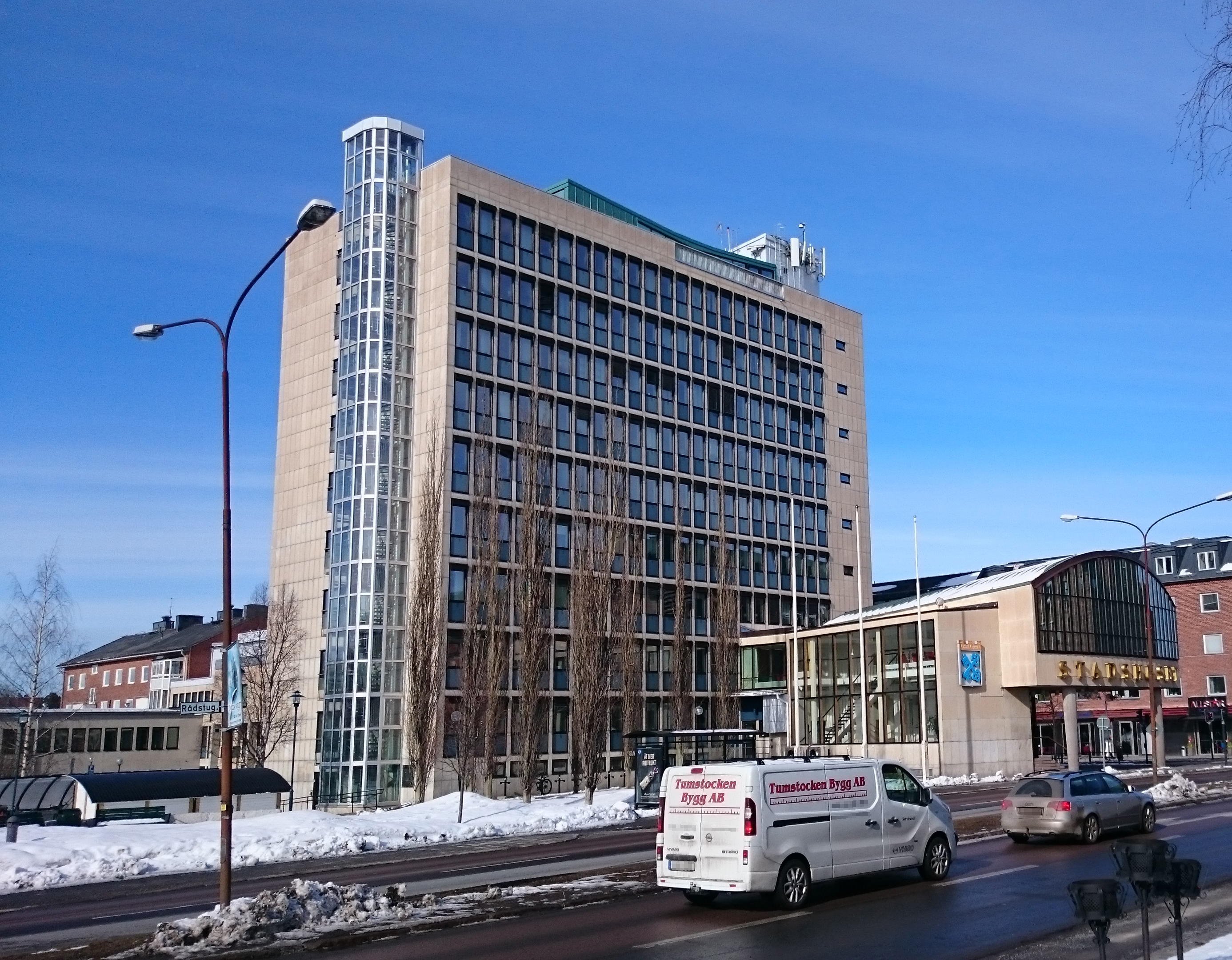
Stadshuset i Luleå.

Luleå kommuns fullmäktige utser ledamöter som ska sitta i kommunens nämnder och styrelser. Flera av bolagen som kommunen äger är organiserade under ett holdingbolag: Luleå Kommunföretag AB. Styrelseordförande för Luleå Kommunföretag är Carina Sammeli, ordförande i kommunstyrelsen.

#### Presidium
| Presidium 2022–2026    | Presidium 2022–2026 | Presidium 2022–2026 |
| ---------------------- | ------------------- | ------------------- |
| Ordförande             | S                   | Daniel Smirat       |
| Förste vice ordförande | V                   | Inger Boström       |
| Andre vice ordförande  | M                   | Hans Å Strandberg   |

Källa:

#### Lista över kommunfullmäktiges ordförande
| Datum                  | Ordförande | Ordförande                  | Förste vice ordförande | Förste vice ordförande | Andre vice ordförande | Andre vice ordförande |
| ---------------------- | ---------- | --------------------------- | ---------------------- | ---------------------- | --------------------- | --------------------- |
| 1/1 1971-31/12 1973    | S          | Helge Gustafsson            | S                      | Rudolf Wikström        | S                     | Birger Nilsson        |
| 1/1 1974-31/10 1982    | S          | Helge Gustafsson            | S                      | Brita Nyberg           | S                     | Gustaf Sundström      |
| 1/11 1982-31/10 1985   | S          | Gustaf Sundström            | S                      | Kjell Mickelsson       | S                     | Margareta Lindbäck    |
| 1/11 1985-31/10 1991   | S          | Gustaf Sundström            | S                      | Sigfrid Andersson      | S                     | Margareta Lindbäck    |
| 1/11 1991-31/10 1994   | S          | Gustaf Sundström            | S                      | Margareta Lindbäck     | S                     | Sten Wallo            |
| 1/11 1994-17/6 1996    | S          | Margareta Lindbäck          | S                      | Margareta Sundén       | S                     | Åke Nilsson           |
| 17/6 1996-31/10 1998   | S          | Margareta Lindbäck          | S                      | Margareta Sundén       | S                     | Majvor Larsson Müller |
| 1/11 1998-31/10 2002   | S          | Karl Petersen               | V                      | Börje Lööw             | S                     | Margareta Lindbäck    |
| 1/11 2002-27/9 2004    | S          | Margareta Eriksson          | V                      | Ewa Andersson          | M                     | Maria Salmgren        |
| 27/9 2004-25/10 2004   | S          | Margareta Eriksson          | V                      | Ewa Andersson          | M                     | Migelle Wikström      |
| 25/10 2004-31/10 2006  | S          | Margareta Bladfors-Eriksson | V                      | Nina Berggård          | M                     | Migelle Wikström      |
| 1/11 2006-31/10 2010   | S          | Margareta Bladfors-Eriksson | S                      | Leif Wikström          | M                     | Erik Elmsäter         |
| 1/11 2010-14/10 2014   | S          | Margareta Lindbäck          | S                      | Leif Wikström          | M                     | Nihad Zara            |
| 15/10 2014-14/10 2018  | S          | Maritha Meethz              | S                      | Daniel Smirat          | M                     | Nihad Zara            |
| 22/10 2018- 23/10 2022 | M          | Nihad Zara                  | S                      | Daniel Smirat          | S                     | Ina Sandberg          |
| 24/10 2022-19/8 2024   | S          | Daniel Smirat               | V                      | Inger Boström          | M                     | Nihad Zara            |
| 19/8 2024-14/10 2026   | S          | Daniel Smirat               | V                      | Inger Boström          | M                     | Hans Å Strandberg     |

#### Mandatfördelning 1970–2022
Socialdemokraterna har varit största parti i samtliga kommunval. Näst största parti var Centerpartiet i valen 1970-1976, Moderaterna i valen 1979-1985 och 1991-2022 och Folkpartiet i valet 1988. I valet 1979 fick Moderaterna och Centerpartiet lika många mandat men Moderaterna fick fler röster, och 1998 fick Moderaterna och Vänsterpartiet lika många mandat men Moderaterna fick fler röster.

Samtliga riksdagspartier finns representerade i Luleås kommunfullmäktige. Utöver det finns Rättvisepartiet Socialisterna som fick sina första mandat vid valet 2002. Landsbygdspartiet oberoende fanns representerade mellan valen 2010-2022. Efter valen 2002, 2006 och 2018 har Norrbottens sjukvårdsparti också suttit i kommunfullmäktige.
| 7 | 30 | 10 | 7 |  | 5 |

| 53 |

| 7 | 31 | 11 | 5 |  | 5 |

| 51 | 10 |

| 6 | 30 | 11 | 6 |  | 6 |

| 42 | 19 |

| 6 | 31 | 8 | 6 |  | 8 |

| 38 | 23 |

| 6 | 34 | 7 | 3 |  | 9 |

| 40 | 21 |

| 6 | 31 | 3 | 5 | 7 |  | 8 |

| 39 | 22 |

| 5 | 32 | 6 | 4 | 7 |  | 6 |

| 36 | 25 |

| 5 | 30 | 3 | 4 | 7 | 3 | 9 |

| 37 | 24 |

| 6 | 35 | 4 | 4 | 4 |  | 7 |

| 34 | 27 |

| 11 | 25 | 3 | 4 | 4 | 3 | 11 |

| 30 | 31 |

| 7 | 24 | 4 |  |  | 4 | 6 | 3 | 9 |

| 33 | 28 |

| 4 | 32 |  | 3 |  | 4 | 4 |  | 9 |

| 33 | 28 |

| 4 | 32 | 4 | 3 |  | 3 | 3 |  | 9 |

| 32 | 29 |

| 4 | 31 | 4 |  | 3 |  |  | 3 |  | 9 |

| 32 | 29 |

| 6 | 24 |  |  | 3 | 4 |  | 5 | 3 |  | 9 |

| 35 | 26 |

| 6 | 24 |  |  | 6 | 4 | 3 | 4 | 10 |

| 33 | 28 |

### Nämnder

#### Kommunstyrelse
Totalt har kommunstyrelsen 15 ledamöter, varav sex tillhör Socialdemokraterna, två tillhör Moderaterna och två tillhör Vänsterpartiet. Centerpartiet, Miljöpartiet, Liberalerna, Kristdemokraterna och Sverigedemokraterna har en ledamot vardera.
| Presidium 2023–2026    | Presidium 2023–2026 | Presidium 2023–2026 |
| ---------------------- | ------------------- | ------------------- |
| Ordförande             | S                   | Carina Sammeli      |
| Förste vice ordförande | S                   | Fredrik Hansson     |
| Andre vice ordförande  | M                   | Matti Björk         |

#### Lista över kommunstyrelsens ordförande
| Datum                 | Ordförande | Ordförande       | (Förste) vice ordförande | (Förste) vice ordförande | Andre vice ordförande | Andre vice ordförande |
| --------------------- | ---------- | ---------------- | ------------------------ | ------------------------ | --------------------- | --------------------- |
| 1/1 1971-31/12 1973   | S          | Nils Malmgren    | S                        | Sven Köhler              |                       |                       |
| 1/1 1974-31/12 1976   | S          | Nils Malmgren    | S                        | Folke Bladfors           |                       |                       |
| 1/1 1977-31/12 1984   | S          | Sven Köhler      | S                        | Folke Bladfors           |                       |                       |
| 1/1 1984-31/12 1985   | S          | Sven Köhler      | S                        | Folke Bladfors           | M                     | Blenda Askeroth       |
| 1/1 1986-31/12 1988   | S          | Folke Bladfors   | S                        | Kjell Mickelsson         |                       |                       |
| 1/1 1989-31/12 1991   | S          | Kjell Mickelsson | S                        | Anna-Britta Nilsson      |                       |                       |
| 1/1 1992-31/12 1998   | S          | Kjell Mickelsson | S                        | Ulla Ölvebro             |                       |                       |
| 1/1 1999-28/10 2002   | S          | Ulla Ölvebro     | S                        | Mårten Ström             | V                     | Ewa Andersson         |
| 28/10 2002-31/12 2002 | S          | Ulla Ölvebro     | S                        | Mårten Ström             | V                     | Börje Lööw            |
| 1/1 2003-31/12 2006   | S          | Karl Petersen    | S                        | Margareta Lindbäck       | V                     | Börje Lööw            |
| 1/1 2007-31/12 2013   | S          | Karl Petersen    | S                        | Yvonne Stålnacke         |                       |                       |
| 1/1 2014-31/12 2017   | S          | Yvonne Stålnacke | S                        | Niklas Nordström         |                       |                       |
| 1/1 2018-31/12 2018   | S          | Niklas Nordström | S                        | Lenita Ericson           |                       |                       |
| 1/1 2019-10/10 2019   | S          | Niklas Nordström | S                        | Lenita Ericson           | M                     | Anders Josefsson      |
| 10/10 2019-11/10 2020 | S          | Lenita Ericson   | S                        | Fredrik Hansson          | M                     | Anders Josefsson      |
| 25/1 2021-31/12 2022  | S          | Carina Sammeli   | S                        | Fredrik Hansson          | M                     | Anders Josefsson      |
| 1/1 2023-1/2 2025     | S          | Carina Sammeli   | S                        | Fredrik Hansson          | M                     | Anders Josefsson      |
| 1/2 2025-31/12 2026   | S          | Carina Sammeli   | S                        | Fredrik Hansson          | M                     | Matti Björk           |

#### Övriga nämnder
| Nämnd                              | Ordförande 2023-2026 | Ordförande 2023-2026        | Vice ordförande | Vice ordförande   | Andre vice ordförande | Andre vice ordförande |
| ---------------------------------- | -------------------- | --------------------------- | --------------- | ----------------- | --------------------- | --------------------- |
| Arbetsmarknad- och gymnasienämnden | S                    | Fredrik Bruhn               | L               | Thomas Söderström |                       |                       |
| Barn- och utbildningsnämnden       | S                    | Maritha Meethz              | C               | Arne Nykänen      |                       |                       |
| Kultur- och fritidsnämnden         | MP                   | Evelina Rydeker             | L               | Tanja Hyving      |                       |                       |
| Miljö- och byggnadsnämnden         | S                    | Peder Lundqvist             | M               | Fredrik Wiberg    |                       |                       |
| Socialnämnden                      | S                    | Bodil Wennerbrandt Sevastik | V               | Sara Hjälte       | C                     | Carola Lidén          |
| Infrastruktur- och Servicenämnden  | V                    | Ulrika Lundberg             | KD              | Anette Asplund    |                       |                       |
| Valnämnden                         | V                    | Nina Berggård               | C               | Lars Pohjanen     |                       |                       |
| Överförmyndarnämnden               | S                    | Irma Widén                  | L               | Viveka Nordlund   |                       |                       |

Utöver dessa nämnder ingår Luleå kommun i E-nämnden, vilken samtliga kommuner i länet ingår i. Luleå kommun har även en gemensam Kost- och servicenämnd 
Luleå kommun hade sex förvaltningar år 2025. Dessa var förvaltningarna för Arbetsmarknads och utbildning, Kommunstaben, Kultur och fritid, Räddningstjänsten, Socialförvaltningen samt Infrastruktur och service.
Förvaltningarna fullföljer de uppgifter de fått av nämnderna.

### Valresultat 2022
| Parti                            | Valdistrikt          | Valdistrikt | Kommun  |
| Parti                            | Starkaste            | Andel       | Andel   |
| -------------------------------- | -------------------- | ----------- | ------- |
| S                                | Hertsöcentrum        | 48,92 %     | 37,43 % |
| M                                | Universitet          | 27,69 %     | 15,64 % |
| SD                               | Niemisel-Prästholm   | 16,23 %     | 9,95 %  |
| V                                | Porsöudden           | 13,85 %     | 8,51 %  |
| C                                | Alvik-Ersnäs         | 16,77 %     | 6,80 %  |
| KD                               | Bensbyn-Brändön      | 19,21 %     | 6,29 %  |
| L                                | Jämtön-Vitå          | 14,14 %     | 5,25 %  |
| MP                               | Bergviken            | 6,00 %      | 3,17 %  |
| RS                               | Svartöstan-Lövskatan | 11,08 %     | 3,03 %  |
| LPo                              | Niemisel-Prästholm   | 19,91 %     | 1,90 %  |
| NS                               | Universitet          | 4,14 %      | 1,77 %  |
| Data hämtat från Valmyndigheten. |                      |             |         |

Exklusive uppsamlingsdistrikt. Partier som fått mer än en procent av rösterna i minst ett valdistrikt redovisas.

### Vänorter
Luleå kommun har fem vänorter:
- Tromsø, Norge
- Kemi, Finland
- Zenica, Bosnien och Hercegovina
- Puerto Cabezas, Nicaragua
- Santa Lucía de Tirajana, Gran Canaria, Spanien

## Ekonomi och infrastruktur

### Näringsliv
Näringslivet består av stål- och verkstadsindustri, IT-branschen, handel och service. Två av tre arbetar i tjänstesektorn. De största arbetsgivarna är Luleå kommun, Norrbottens läns landsting och SSAB. Andra större arbetsplatser är Luleå tekniska universitet, Ferruform, Tullverket, Tieto, Telia Sonera och företagen på Luleå Science Park. Andra privata aktörer är BDX, Gestamp Hardtech, Liko, LKAB och Max Hamburgerrestauranger.
2017 hade 43 944 personer sin arbetsplats inom Luleå kommun, varav 35 040 bodde och arbetade i kommunen och 8 904 pendlade in från någon annan kommun. De fem kommuner med högst antal pendlare in till Luleå kommun var Boden (3 600 personer), Piteå (2 273), Kalix (674), Älvsbyn (329) och Umeå (174). Utöver det så pendlade 4 310 av kommunens invånare till arbetsplatser utanför kommungränsen, och de fem kommuner dit flest invånare pendlade var Boden (1 212 personer), Piteå (533), Stockholm (444), Kalix (237) och Umeå (167).
2017 arbetade 43,1 % av förvärvsarbetarna i Luleå kommun i den offentliga sektorn och 56,9 % i den privata sektorn. Av männen arbetade 71,1 % i den privata sektorn och 28,9 % i den offentliga, medan av kvinnorna arbetade 52,5 % i den offentliga sektorn och 36,4 % i den privata.
Nedan presenteras 
förvärvsarbetare efter sektor: 
| Sektor 2017                                  | Antal  | Andel    | Varav män | Kvinnor |
| -------------------------------------------- | ------ | -------- | --------- | ------- |
| Statlig förvaltning                          | 4 576  | 10,4 %   | 2 394     | 2 182   |
| Statliga affärsverk                          | 68     | 0,2 %    | 59        | 9       |
| Primärkommunal förvaltning                   | 7 707  | 17,5 %   | 1 767     | 5 940   |
| Landsting                                    | 4 078  | 9,3 %    | 833       | 3 245   |
| Övriga offentliga institutioner              | 18     | 0,0 %    | 7         | 11      |
| Statligt ägda företag och organisationer     | 1 746  | 4,0 %    | 1 142     | 604     |
| Kommunalt ägda företag och organisationer    | 734    | 1,7 %    | 514       | 220     |
| Totalt offentlig sektor                      | 18 927 | 43,1 %   | 6 716     | 12 211  |
| Aktiebolag ej offentligt ägda                | 20 952 | 47,7 %   | 14 330    | 6 622   |
| Övriga företag, ej offentligt ägda           | 2 273  | 5,2 %    | 1 388     | 885     |
| Övriga organisationer                        | 1 792  | 4,1 %    | 826       | 966     |
| Totalt privat sektor                         | 25 017 | 56,9 %   | 16 544    | 8 473   |
| Totalt antal förvärvsarbetare i Luleå kommun | 43 944 | 100,00 % | 23 260    | 20 684  |

Källa: Statistiska centralbyrån.

### Infrastruktur

#### Transporter
Luleå Airport strax söder om Luleå är med 1 106 638 passagerare årligen Norrlands största flygplats. På vardagar finns cirka 16 förbindelser till Stockholm. Flyglinjer finns även till bland annat Kiruna, Umeå, Göteborg, Tromsø och Murmansk. Året om går charterflyg till turistorter utomlands. Flygplatsen har Sveriges längsta landningsbana efter ett försök att starta en internationell fraktflygplats. Inom flygplatsen finns även flygflottiljen F 21.
De viktigaste vägarna är E4 som går cirka fem km utanför Luleås stadskärna och E10. Riksväg 97 är också en viktig väg som förbinder staden med Sunderby sjukhus, Boden och Jokkmokk.
Vintertid plogas 30 km isvägar upp i skärgården till öarna Hindersön, Storbrändön, Sandön och Junkön.
Malmbanan går mellan Luleå och Narvik i Norge. Från Luleå malmhamn skeppas årligen 4–5 miljoner ton järnmalm ut. Malmbanan ansluter till Stambanan genom övre Norrland i Boden. Direkttåg finns till Stockholm (nattågstrafik) och Narvik via Boden. Planer finns att bygga en helt ny kustjärnväg (Norrbotniabanan). Regiontågen Norrtåg trafikerar Malmbanan till Kiruna och stambanan till Umeå.

#### Utbildning och forskning
Kommunen hade ett 30-tal grundskolor varav fem var fristående år 2022, däribland Montessoriskolan. Vid Örnässkolan fanns tvåspråkig inriktning mot meänkieli, finska och samiska. Samtliga kommunala gymnasieutbildningar hör till Luleå Gymnasieskola och är samlade i en gymnasieby. Därtill finns även ett fåtal fristående alternativ.
År 2021 hade 32,5 procent av invånarna  i åldersgruppen 25-64 år minst tre års eftergymnasial utbildning. Samma år firade  Luleå Tekniska Universitet, LTU, 50 år. Vid universitetet bedrivs även forskning, bland annat i samarbete med Bosch, Ericsson, Scania, LKAB, SKF, ledande internationella universitet samt med regionala och nationella aktörer. Sedan starten år 1996 hör även Teaterhögskolan till LTU och universitet är även delaktiga i stiftelsen bakom science centret Teknikens hus som öppnade år 1988.
I Luleå har ett antal världsinnovationer inom IT sett dagens ljus, varav ett flertal kan knytas till universitetet, exempelvis;
- Facebook Datacenter
- Det första GSM-samtalet (1989, Televerket Radio)
- VDSL-standarden (2000–2007, Telia Research, Upzide Labs)
- Digitala radioteknologier – RDS, DAB, DARC (1992–1997, Teracom)
- Lulealgoritmen för snabbare Internet-trafik (1997, LTU, Effnet)
- Mobile Header Compression (1999–2001, LTU)
- Internet-protokoll för Smarta Objekt (2000-, CDT, SICS, IPSO)
- Living Labs – ledande testplats Living Lab Botnia med 6 000 användare (2001-, CDT)
- Hd-tv - högupplöst TV via telefonlinje (1996, Telia Research)
- GPS som mjukvara i mobiltelefoner (2005-, Nordnav)
- OFDM – grunden för 4G (1990–2006)
- Marratech - pionjärer för Internet-baserade e-möten (1998-, CDT)
- Arena-projektet, IT för bättre sportupplevelse – sensorer, handheld wireless video (1999–2002, CDT)
- Estreet-projektet - Reklamplats Innerfickan - storskaligt experiment med 2 000 personer och många butiker (2000, CDT)
- Sveriges största studentdatanät invigs 1994 vid dåvarande Högskolan i Luleå[70]
- Högskolan i Luleå blir 1997 Luleå tekniska universitet.[71]
- 1988 blir Högskolan i Luleå först i Sverige med att instifta en professur i signalbehandling.[72]

## Befolkning

### Demografi

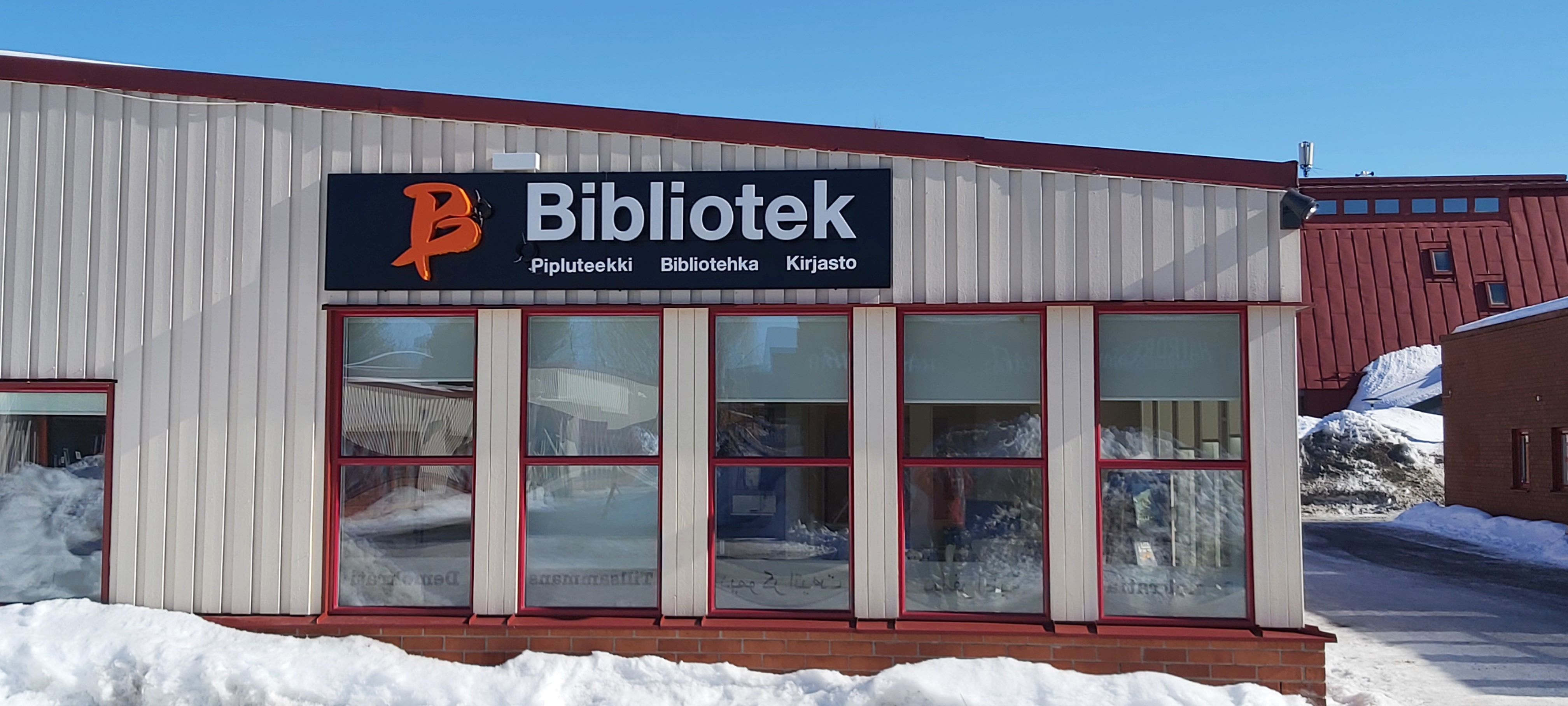
Porsöns biblioteks fasad med skylt på svenska, meänkieli, nordsamiska och finska.

#### Statistik
Kommunen hade den 31 december 2018 en befolkningstäthet på 37,3 invånare per km², medan den i riket var 25,1 inv/km². Medelåldern i kommunen år 2018 var 41,9 år (varav 40,6 år för män och 43,3 år för kvinnor) vilket ligger över rikets genomsnitt på 41,2 år (varav 40,3 år för män och 42,2 år för kvinnor).
Den 31 december 2015 fördelades Luleå kommuns befolkning på följande sätt med avseende på kön:
- Män: 38 576; 50,70 %.
- Kvinnor: 37 512; 49,30 %.

Åldersfördelningen i Luleå kommun enligt siffror från Statistiska centralbyrån avseende förhållandena den 31 december 2015:
| Ålder            | Antal  | Andel   |
| ---------------- | ------ | ------- |
| 31 december 2015 |        |         |
| 0–14 år          | 11 833 | 15,55 % |
| 15–24 år         | 10 446 | 13,73 % |
| 25–54 år         | 29 473 | 38,74 % |
| 55–64 år         | 9 226  | 12,13 % |
| 65+ år           | 15 110 | 19,86 % |

#### Befolkningsutveckling
Kommunen har 79 650 invånare (31 mars 2025), vilket placerar den på 29:e plats avseende folkmängd bland Sveriges kommuner. 
Mellan 1970 och 2015 ökade befolkningen i Luleå kommun med 29,2 procent vilket kan jämföras med hela Sveriges befolkning som under samma period ökade med 21,9 procent.
| Befolkningsutvecklingen i Luleå kommun 1970–2020                                                                | Befolkningsutvecklingen i Luleå kommun 1970–2020 | Befolkningsutvecklingen i Luleå kommun 1970–2020 | Befolkningsutvecklingen i Luleå kommun 1970–2020 | Befolkningsutvecklingen i Luleå kommun 1970–2020 |
| --- | ------------------------------------------------ | ------------------------------------------------ | ------------------------------------------------ | ------------------------------------------------ |
| |                                                  |                                                  |                                                  |                                                  |
| År |                                                  |                                                  | Folkmängd                                        |                                                  |
| 1970 | 1970                                             |                                                  | 58 878                                           |                                                  |
| 1975 | 1975                                             |                                                  | 66 290                                           |                                                  |
| 1980 | 1980                                             |                                                  | 66 834                                           |                                                  |
| 1985 | 1985                                             |                                                  | 66 557                                           |                                                  |
| 1990 | 1990                                             |                                                  | 68 412                                           |                                                  |
| 1995 | 1995                                             |                                                  | 71 106                                           |                                                  |
| 2000 | 2000                                             |                                                  | 71 652                                           |                                                  |
| 2005 | 2005                                             |                                                  | 72 751                                           |                                                  |
| 2010 | 2010                                             |                                                  | 74 178                                           |                                                  |
| 2015 | 2015                                             |                                                  | 76 088                                           |                                                  |
| 2020 | 2020                                             |                                                  | 78 549                                           |                                                  |
| Anm: Uppgifterna avser förhållandena den 31 december enligt den kommunala indelningen den 1 januari året efter. |                                                  |                                                  |                                                  |                                                  |

#### Utländsk bakgrund
Den 31 december 2018 utgjorde antalet invånare med utländsk bakgrund (utrikes födda personer samt inrikes födda med två utrikes födda föräldrar) 10 515, eller 13,51 % av befolkningen (hela befolkningen: 77 832 den 31 december 2018). Den 31 december 2002 utgjorde antalet invånare med utländsk bakgrund enligt samma definition 6 388, eller 8,86 % av befolkningen (hela befolkningen: 72 139 den 31 december 2002).
| Bakgrund den 31 december 2018                             | Antal  | Andel   | Varav män | Kvinnor |
| --------------------------------------------------------- | ------ | ------- | --------- | ------- |
| Utrikes födda                                             | 8 651  | 11,07 % | 4 174     | 4 441   |
| Inrikes födda med två utrikes födda föräldrar             | 1 900  | 2,44 %  | 1 005     | 895     |
| Inrikes födda med en inrikes och en utrikes född förälder | 6 781  | 8,71 %  | 3 447     | 3 334   |
| Inrikes födda med två inrikes födda föräldrar             | 60 536 | 77,78 % | 31 099    | 29 437  |

#### Invånare efter de vanligaste födelseländerna
Följande länder är de 10 vanligaste födelseländerna för befolkningen i Luleå kommun.
| Födelseland 31 december 2021 | Födelseland 31 december 2021 | Födelseland 31 december 2021 | Födelseland 31 december 2021 | Födelseland 31 december 2021 |
| ---------------------------- | ---------------------------- | ---------------------------- | ---------------------------- | ---------------------------- |
| Nr                           | Land                         | Antal                        | Andel                        | Andel i hela riket           |
| 1                            | Sverige                      | 69 411                       | 88,01 %                      | 80,00 %                      |
| 2                            | Finland                      | 1 719                        | 2,18 %                       | 1,31 %                       |
| 3                            | Thailand                     | 544                          | 0,69 %                       | 0,43 %                       |
| 4                            | Iran                         | 469                          | 0,59 %                       | 0,80 %                       |
| 5                            | Afghanistan                  | 468                          | 0,59 %                       | 0,60 %                       |
| 6                            | Syrien                       | 429                          | 0,54 %                       | 1,88 %                       |
| 7                            | Irak                         | 349                          | 0,44 %                       | 1,40 %                       |
| 8                            | Eritrea                      | 286                          | 0,36 %                       | 0,46 %                       |
| 9                            | Ryssland                     | 269                          | 0,34 %                       | 0,22 %                       |
| 10                           | Norge                        | 268                          | 0,34 %                       | 0,39 %                       |

#### Utländska medborgare
Den 31 december 2018 hade 4 329 invånare (5,56 %), varav 2 363 män och 1 955 kvinnor, ett utländskt medborgarskap och saknade samtidigt ett svenskt sådant. Personer som har både utländskt och svenskt medborgarskap räknas inte av Statistiska centralbyrån som utländska medborgare.

## Kultur

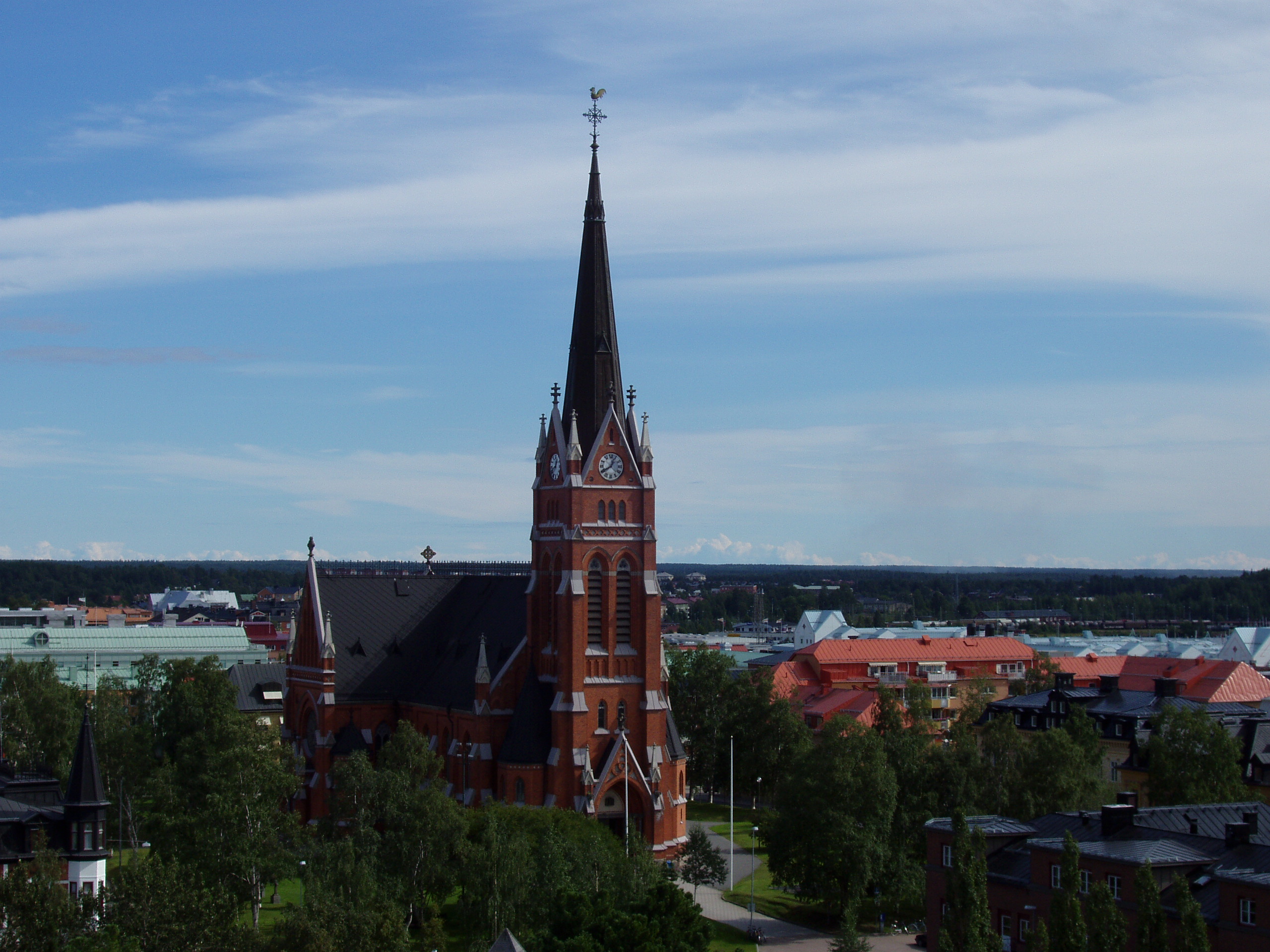
Luleå domkyrka.

Luleå Kulturskola är en kommunal institution med ett 50-tal anställda. Skolan är avgiftsfri och varje år deltar över 7 000 elever i verksamheten. "Lördagsrock" och "Rock på Floras Kulle" är två projekt för att öka engagemanget kring musik bland ungdomar; det är gratiskonserter med amatörband och ibland större band, i huvudsak från Luleå men ibland även från övriga Norrbotten.
"Konst i det gröna" är en utställning som anordnas varje sommar, de senaste åren på Kronan-området. Ett hundratal kända och okända konstnärer får en chans att ställa ut och sälja sina verk.
Luleå utsågs till Årets kulturkommun 2007 av Fackförbundet SKTF.

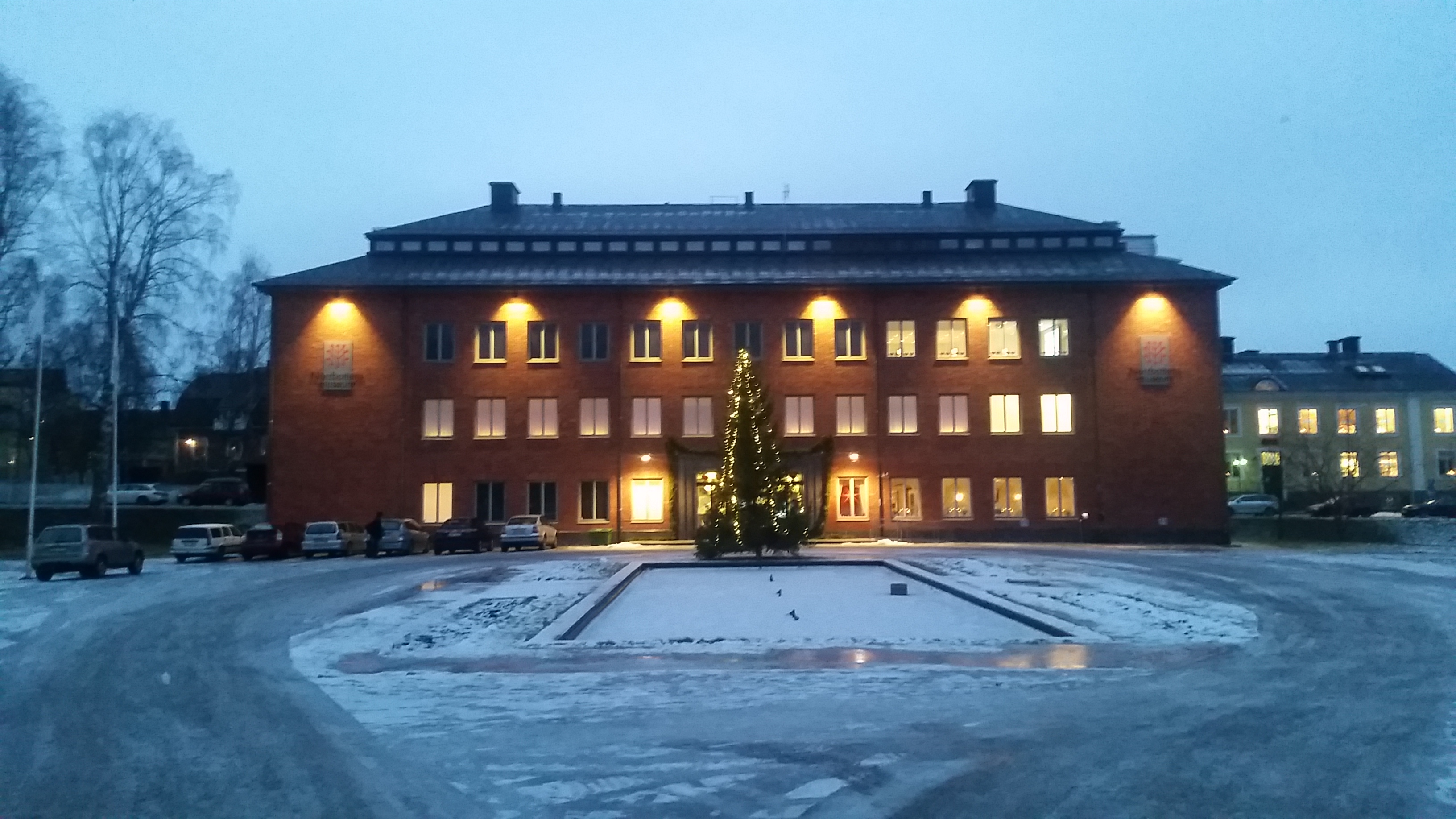
Norrbottens museum i Luleå, år 2015.

### Museum
I Luleå finns länsmuseet Norrbottens museum. "Museets uppdrag är att samla, förmedla och utveckla det norrbottniska kulturarvet. Museet verkar för kulturen i historia och samtid, för mångfald och det fria offentliga samtalet och för dagens och morgondagens kunskap".
I Gammelstad finns Friluftsmuseet Hägnan. Området gestaltar en typisk radby under 1700- till 1900-talen.
I Karlsvik finns Norrbottens Järnvägsmuseum som drivs av Malmbanans Vänner. Museet är inriktat på föremålet som relaterar till Malmbanan.

### Evenemang
Olika former av stadsfestivaler har anordnats årligen sedan år 1988 då festivalen Sjöslaget öppnade. 
År 2003 ersattes Sjöslaget av Luleåkalaset. Från år 2013 anordnades istället Hamnfestivalen, men år 2020 lades även detta festivalkoncept ner med anledning av corona-pandemin. Från år 2022 anordnas återigen festivaler årligen på samma plats som den tidigare Hamnfestivalen.
I oktober vartannat år arrangeras en "Bok & Bild"-festival som lockar många besökare. Då delas lyrikpriset Erik Lindegren-priset ut. Det gick 2007 till Folke Isaksson. Lilla Erik Lindegren-priset, för unga författare mellan 15 och 20 år, delades ut för första gången 2007.
Andra större evenemang och kultursatsningar är "Luleå Sommarbiennal", "Kulturnatten", "Filmpool Nord", "Konstnärernas kollektivverkstad", "BD Pop" och Gammelstads kyrkstad.

### Konstarter

#### Arkitektur
Liksom i många andra mindre städer har nya arkitekturstilar och ideal ofta kommit senare än till de större städerna. I de flesta fall har karaktären också fått en utformning anpassad till enklare förhållanden. Fram till stora stadsbranden den 10 till 11 juni 1887, där en tredjedel av staden brann ner, var Luleå en genuin trästad. Efter branden byggdes en ny symmetrisk stad upp med breda gator och hus i sten. Bland senare byggnader som är representativa för sin tid återfinns Landstingshuset, byggt under 1970-talet med slutna plåtkassettklädda fasader och där kontoren är nästintill identiska.
År 2007 invigdes Kulturens hus, en byggnad som knyter an till både trä och sten. Taket består av ribbor och brädor i olika dimensioner som är målade med Falu rödfärg och fasaden är klädd med kinesisk skiffer. I Kulturens Hus finns bibliotek, konsertsalar, konsthall, turistbyrå med mera. Det fungerar även som konferens- och kongresscenter.

### Kulturarv

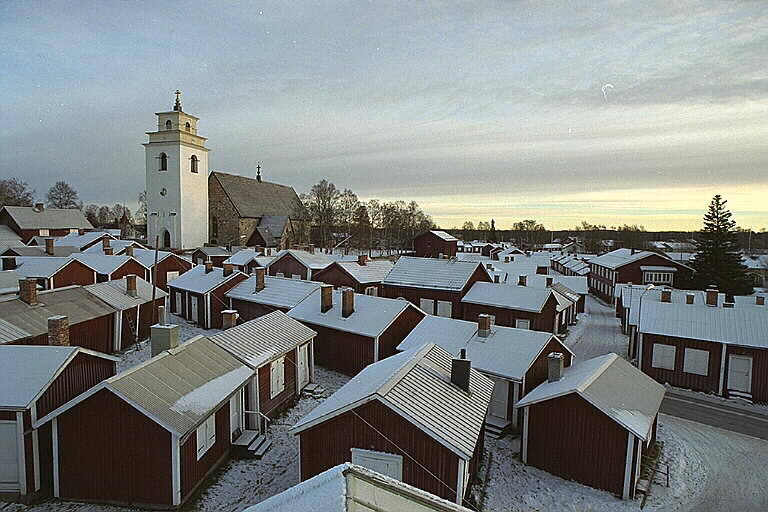
Gammelstads kyrkstad i vinterskrud.

I kommunen finns ett flertal fornminnen. Dit hör Gammelstad kyrkstad som år 1996  klassades som världsarv av Unesco. I mitten av världsarvet står en stenkyrka från 1400-talet och kring den finns 424 trähus. Unesco beskriver området som "det bäst bevarade exemplet på en unik typ av bosättning som en gång påträffades i hela norra Skandinavien".

#### Kommunvapen
Blasonering: I fält av silver två blå nycklar i kors, den vänstra störtad.
Luleå sockenkyrka var helgad åt S:t Per, och hans nyckel fanns med i ett sockensigill från 1500-talet. I Luleå stads privilegiebrev från 1621 bestämdes att staden skulle föra två nycklar. Detta fastställdes som stadsvapen av Kungl. Maj:t 1942. Nycklar fanns även i de kommuner som 1969 lades samman med Luleå, och det gamla stadsvapnet registrerades hos Patent- och registreringsverket 1974 för Luleå kommun.

Nederluleå landskommun (1952–1968)
Råneå landskommun (1944–1968)

### Fotnoter
1. ↑  Folkmängd och befolkningsförändringar - Kvartal 1, 2025, SCB, 13 maj 2025, läs online.[källa från Wikidata]
2. 1 2 3  Land- och vattenareal per den 1 januari efter region och arealtyp. År 2012–2019, SCB, 21 februari 2019, läs online.[källa från Wikidata]
3. ↑  Kommuner, lista, Sveriges Kommuner och Regioner, läs online, läst: 19 februari 2019.[källa från Wikidata]
4. ↑  Största offentliga arbetsgivare, Näringslivets ekonomifakta, läs online, läst: 30 oktober 2020.[källa från Wikidata]
5. ↑  http://www.minoritet.se/1077
6. ↑  ”Topprankning för Luleå: Här är det bäst att leva”. Luleå kommun. https://www.lulea.se/kommun--politik/pressrum/pressrum/2023-06-28-topprankning-for-lulea-har-ar-det-bast-att-leva.html. Läst 30 juni 2023.
7. ↑  ”Luleå - bästa staden att leva i - Luleå tekniska universitet, LTU”. www.ltu.se. 29 juni 2023. Arkiverad från originalet den 30 juni 2023. https://web.archive.org/web/20230630184640/https://www.ltu.se/ltu/media/news/Lulea-basta-staden-att-leva-i-1.231173. Läst 30 juni 2023.
8. ↑  SCB Folkräkningen 1950 del 1 Arkiverad 29 oktober 2013 hämtat från the Wayback Machine. sida 18 i pdf:en
9. ↑  Andersson, Per (1993). Sveriges kommunindelning 1863–1993. Mjölby: Draking. Libris 7766806. ISBN 91-87784-05-X
10. ↑  Elsa Trolle Önnerfors: Domsagohistorik - Luleå tingsrätt (del av Riksantikvarieämbetets Tings- och rådhusinventeringen 1996-2007)
11. ↑  ”SFS 2012:997 Förordning om ändring i förordningen (2009:1299) om nationella minoriteter och minoritetsspråk”. https://www.lagboken.se/Lagboken/start/sfs/sfs/2012/900-999/d_1457813-sfs-2012_997-forordning-om-andring-i-forordningen-2009_1299-om-nationella-minoriteter-och. Läst 14 april 2023.
12. ↑  ”SFS 2017:1292 Förordning om ändring i förordningen (2009:1299) om nationella minoriteter och nationella minoritetsspråk”. https://www.lagboken.se/Lagboken/start/sfs/sfs/2017/1200-1299/d_3138194-sfs-2017_1292-forordning-om-andring-i-forordningen-2009_1299-om-nationella-minoriteter-och. Läst 14 april 2023.
13. 1 2  enligt deras webbplats
14. ↑  enligt minotitet.se
15. 1 2 3  ”Luleå - Uppslagsverk - NE.se”. www.ne.se. https://www.ne.se/uppslagsverk/encyklopedi/l%C3%A5ng/lule%C3%A5. Läst 15 maj 2022.
16. 1 2 3  ”Natur & friluftsområden”. Luleå kommun. 7 juni 2021. https://www.lulea.se/uppleva--gora/friluftsliv-och-natur/natur-och-friluftsomraden.html. Läst 14 maj 2022.
17. 1 2  ”Råneå”. Luleå kommun. 3 maj 2022. https://www.lulea.se/boende--miljo/bostader-och-bostadsomraden/bo-i-lulea-kommun/ranea.html. Läst 14 maj 2022.
18. ↑  ”Testa fiskelyckan!”. Välkommen till Visit Luleå. Arkiverad från originalet den 15 maj 2022. https://web.archive.org/web/20220515112422/https://visitlulea.se/sv/se-gora/se-gora-artiklar/fiska-i-lulea/. Läst 15 maj 2022.
19. ↑  
SFS 2015:493, justerad i SFS 2015:698 Förordning om distrikt. Trädde i kraft 1 januari 2016.
20. 1 2  Statistiska centralbyråns och Valmyndighetens valstatistik.
21. 1 2 3  Sveriges Kommuner & Landsting: Maktfördelning för tidsperioden 1994 - 2014 Arkiverad 20 januari 2016 hämtat från the Wayback Machine. Läst 9 januari 2016
22. ↑  ”(S)veken som raserade MP-samarbetet”. Norrländska Socialdemokraten. 27 oktober 2016. http://www.nsd.se/nyheter/lulea/sveken-som-raserade-mp-samarbetet-10284378.aspx. Läst 27 augusti 2018.[död länk]
23. ↑  ”Så ska Luleå styras de närmaste åren”. SVT Nyheter. 18 oktober 2022. https://www.svt.se/nyheter/lokalt/norrbotten/sa-ska-lulea-styras-de-narmaste-aren. Läst 18 oktober 2022.
24. ↑  ”Kommunledning”. Luleå kommun. https://www.lulea.se/kommun--politik/organisation/politisk-ledning.html. Läst 16 augusti 2025.
25. ↑  https://www.lulea.se/kommun--politik/organisation/lulea-kommuns-bolag-och-stiftelser.html Publicerad 24e Mars 2025. Läst 16 Augusti 2025
26. 1 2 3  ”§ 186 Val av kommunfullmäktiges presidium” ( PDF). Sammanträdesprotokoll. Luleå kommun - Kommunfullmäktige. 22 oktober 2018. sid. 8-9. Arkiverad från originalet den 4 november 2018. https://web.archive.org/web/20181104211200/https://www.lulea.se/download/18.5619f8d7166a002e8b397fa/1540890722984/Protokoll%20kommunfullm%C3%A4ktige%202018-10-22.pdf. Läst 4 november 2018.
27. ↑  Luleå kommunfullmäktiges protokoll 1971 och 1972
28. ↑  Luleå kommunfullmäktiges protokoll 1973, 1974, 1976 och 1979
29. ↑  Luleå kommunfullmäktiges protokoll 1982
30. ↑  Luleå kommunfullmäktiges protokoll 1988
31. ↑  Luleå kommunfullmäktiges protokoll 1991
32. ↑  Luleå kommunfullmäktiges protokoll 1994 och 1996
33. ↑  Luleå kommunfullmäktiges protokoll 1996 och 1998
34. ↑  Luleå kommunfullmäktiges protokoll 1998
35. ↑  Luleå kommunfullmäktiges protokoll 2002
36. 1 2  Luleå kommunfullmäktiges protokoll 2004
37. ↑  Före 2005 benämnd Margareta Eriksson.
38. ↑  ”Val av presidium” ( PDF). Sammanträdesprotokoll. Luleå kommun - Kommunfullmäktige. 27 november 2006. Arkiverad från originalet den 4 oktober 2017. https://web.archive.org/web/20171004034715/http://www.lulea.se/download/18.4743542213c82a1eb1327ab/1359551246020/2006-11-27+%C2%A7+220+Val+av+presidium.pdf. Läst 20 oktober 2018.
39. ↑  ”§ 172 Val av presidium” ( PDF). Sammanträdesprotokoll Kommunfullmäktige. Luleå kommun - Kommunfullmäktige. 29 november 2010. sid. 5. Arkiverad från originalet den 21 oktober 2018. https://web.archive.org/web/20181021111522/https://www.lulea.se/download/18.4743542213c82a1eb132d0d/1359551487138/2010-11-29+%C2%A7+172+Val+av+presidium.pdf. Läst 20 oktober 2018.
40. ↑  ”Sammanträdesprotokoll Kommunfullmäktige” ( PDF). Luleå kommun - Kommunfullmäktige. 27 oktober 2014. sid. 5. Arkiverad från originalet den 4 oktober 2017. https://web.archive.org/web/20171004034759/http://www.lulea.se/download/18.1a412f251497dfbedaf29f/1415193069349/Kommunfullm%C3%A4ktiges+protokoll+2014-10-27.pdf. Läst 20 oktober 2018.
41. ↑  ”Protokoll kommunfullmäktige 23/9 2024”. Luleå Kommun. 26/9 2024. https://www.lulea.se/download/18.2a7f190a192472d974d3c50/1728284891141/Protokoll%20Kommunfullm%C3%A4ktige%202024-09-23%20tillg%C3%A4ngliggjort.pdf. Läst 16/8 2025.
42. ↑  ”Kommunstyrelsen”. Luleå kommun. https://www.lulea.se/kommun--politik/organisation/kommunstyrelsen.html. Läst 18 januari 2020.
43. 1 2 3  Lista över kommunstyrelsens ordförande 1971-1985; Luleå stadsarkiv
44. ↑  Luleå kommunfullmäktiges protokoll 1984
45. 1 2  Luleå kommunfullmäktiges protokoll 1985
46. ↑  Luleå kommunfullmäktiges protokoll 1991 och 1994
47. ↑  Luleå kommunfullmäktiges protokoll 1998 och 2002
48. 1 2  Luleå kommunfullmäktiges protokoll 2002
49. ↑  ”Val av kommunstyrelse för åren 2007-2010” ( PDF). Sammanträdesprotokoll. Luleå kommun - Kommunfullmäktige. 18 december 2006. Arkiverad från originalet den 20 oktober 2018. https://web.archive.org/web/20181020224051/https://www.lulea.se/download/18.4743542213c82a1eb132794/1359551242385/2006-12-18%20%C2%A7%20284%20Val%20av%20kommunstyrelse%20fo%CC%88r%20a%CC%8Aren%202007-2010.pdf. Läst 20 oktober 2018.
50. ↑  ”Val av kommunstyrelse för åren 2011‐2014” ( PDF). Sammanträdesprotokoll Kommunfullmäktige. Luleå kommun - Kommunfullmäktige. 20 december 2010. Arkiverad från originalet den 20 oktober 2018. https://web.archive.org/web/20181020223944/https://www.lulea.se/download/18.4743542213c82a1eb132c65/1359551456905/2010-12-20%20%C2%A7%20221%20Val%20av%20kommunstyrelse%20fo%CC%88r%20a%CC%8Aren%202011-2014.pdf. Läst 20 oktober 2018.
51. ↑  ”§ 305 Val av ny ordförande och ny vice ordförande i kommunstyrelsen” ( PDF). Sammanträdesprotokoll. Luleå kommun - Kommunfullmäktige. 16 december 2013. sid. 61. Arkiverad från originalet den 20 oktober 2018. https://web.archive.org/web/20181020223836/https://www.lulea.se/download/18.4513b23314393f09f4c61b/1389962197855/KF%20protokoll%202013-12-16.pdf. Läst 20 oktober 2018.
52. ↑  ”§ 215 Val av kommunstyrelse för åren 2015 - 2018” ( PDF). Sammanträdesprotokoll. Luleå kommun - Kommunfullmäktige. 24 november 2014. sid. 43. Arkiverad från originalet den 20 oktober 2018. https://web.archive.org/web/20181020224030/https://www.lulea.se/download/18.6d334e2b14a0e515beb5892/1418127598139/Kommunfullm%C3%A4ktiges%20protokoll%202014-11-24.pdf. Läst 20 oktober 2018.
53. 1 2 3 4 5 6  ”§ 242 Val av ny ordförande (S) i kommunstyrelsen & § 243 Val av ny vice ordförande (S) i kommunstyrelsen” ( PDF). Sammanträdesprotokoll. Luleå kommun - Kommunfullmäktige. 20 november 2017. sid. 32-33. Arkiverad från originalet den 20 oktober 2018. https://web.archive.org/web/20181020224001/https://www.lulea.se/download/18.5080b33715fdf786e939b41/1511856896140/Protokoll%20kommunfullm%C3%A4ktige%202017-11-20_2.pdf. Läst 20 oktober 2018.
54. ↑  ”Protokoll kommunfullmäktige 27/1”. Luleå Kommun. 5 februari 2025. https://www.lulea.se/download/18.745cef59194f970d9073fc/1739373296158/Protokoll%20Kommunfullm%C3%A4ktige%202025-01-27.pdf. Läst 16 augusti 2025.
55. ↑  ”Nämnder”. Luleå kommun. Arkiverad från originalet den 5 april 2017. https://web.archive.org/web/20170405104304/http://www.lulea.se/kommun--politik/kommunens-organisation/namnder.html. Läst 14 mars 2017.
56. ↑  ”Förvaltningar”. Luleå kommun. 14 Oktober 2024. https://www.lulea.se/kommun--politik/organisation.html. Läst 16 augusti 2025.
57. ↑  ”Vänorter”. Luleå kommuns webbplats. https://www.lulea.se/kommun--politik/sa-arbetar-vi-med/internationellt-arbete/vanorter.html. Läst 26 oktober 2023.
58. ↑  ”Förvärvsarbetande pendlare 16+ år över kommungräns (RAMS) efter kommun och kön. År 2004 - 2017”. Statistikdatabasen. Statistiska centralbyrån. http://www.statistikdatabasen.scb.se/pxweb/sv/ssd/START__AM__AM0207__AM0207L/PendlingK/?rxid=4a8d9733-ae3e-4ff4-b74c-d4b60174c1b4. Läst 11 juni 2019.
59. 1 2  ”Förvärvsarbetande pendlare 16+ år över kommungräns efter bostadskommun, arbetsställekommun och kön. År 2004 - 2015”. Statistikdatabasen. Statistiska centralbyrån. http://www.statistikdatabasen.scb.se/pxweb/sv/ssd/START__AM__AM0207__AM0207L/AM0207PendlKomA04/?rxid=4a8d9733-ae3e-4ff4-b74c-d4b60174c1b4. Läst 11 juni 2019.
60. 1 2  ”Förvärvsarbetande 16+ år med arbetsplats i regionen (dagbefolkning) (RAMS) efter region, arbetsställets sektortillhörighet, ålder och kön. År 2004 - 2017”. Statistikdatabasen. Statistiska centralbyrån. http://www.statistikdatabasen.scb.se/pxweb/sv/ssd/START__AM__AM0207__AM0207K/DagSektAldK/?rxid=724ca625-b57d-43d8-8c1d-7d41e0c449fe. Läst 11 juni 2019.
61. ↑  ”Isvägar i Luleå skärgård”. Välkommen till Visit Luleå. https://visitlulea.se/sv/destinationer/isvagarna/. Läst 15 maj 2022.
62. ↑  ”Kommunala, fristående grundskolor”. Luleå kommun. 25 april 2022. https://www.lulea.se/utbildning--forskola/grundskola/kommunala-fristaende-grundskolor.html. Läst 14 maj 2022.
63. ↑  ”Gymnasieskola”. Luleå kommun. 25 augusti 2020. Arkiverad från originalet den 15 maj 2022. https://web.archive.org/web/20220515212339/https://www.lulea.se/language/lattlast/utbildning--forskola-lattlast/gymnasieskola.html. Läst 15 maj 2022.
64. ↑  ”Fristående gymnasieskolor”. Luleå kommun. 29 oktober 2021. https://www.lulea.se/utbildning--forskola/gymnasieskola/fristaende-gymnasieskolor.html. Läst 15 maj 2022.
65. ↑  ”Din kommun i siffror”. Ekonomifakta. https://www.ekonomifakta.se/Fakta/Regional-statistik/Din-kommun-i-siffror/. Läst 15 maj 2022.
66. ↑  ”Vår historia - Luleå tekniska universitet, LTU”. www.ltu.se. Arkiverad från originalet den 8 maj 2022. https://web.archive.org/web/20220508172621/https://www.ltu.se/ltu/Organisation/Var-historia. Läst 15 maj 2022.
67. ↑  ”Fakta om universitetet - Luleå tekniska universitet, LTU”. www.ltu.se. https://www.ltu.se/ltu/Organisation/LTU-i-siffror?l=sv. Läst 15 maj 2022.
68. 1 2  ”Teaterhögskolan i Luleå- Skådespelarutbildning - Luleå tekniska universitet, LTU”. www.ltu.se. https://www.ltu.se/edu/program/KKSKG/2.37414?l=sv. Läst 15 maj 2022.
69. ↑  ”World-Class Innovations in ICT”. Luleå Tekniska Universitet. Arkiverad från originalet den 20 januari 2010. https://web.archive.org/web/20100120042340/http://www.cdt.ltu.se/main.php/LTU237%206-sid%20Folder%20ICT_lo.pdf?fileitem=8126495.
70. ↑  ”ltu”. Arkiverad från originalet den 16 augusti 2016. https://web.archive.org/web/20160816144658/http://www.ltu.se/ltu/Organisation/LTU-historik/1990.
71. ↑  ”http://www.ltu.se/ltu/Organisation/LTU-historik/1990”. Arkiverad från originalet den 16 augusti 2016. https://web.archive.org/web/20160816144658/http://www.ltu.se/ltu/Organisation/LTU-historik/1990.
72. ↑  ”Signal Processing - Luleå University of Technology, Ltu”. www.ltu.se. http://www.ltu.se/research/subjects/Signalbehandling?l=en. Läst 17 juli 2016.
73. ↑  ”Kommuner i siffror - Luleå kommun / Sverige”. Kommuner i siffror. Statistiska centralbyrån. 12 juni 2019. https://www.scb.se/hitta-statistik/sverige-i-siffror/kommuner-i-siffror/#?region1=2580&region2=00. Läst 12 juni 2019.
74. 1 2 3 4  ”Folkmängden efter region, civilstånd, ålder och kön. År 1968 - 2018”. Statistikdatabasen. Statistiska centralbyrån. 21 februari 2017. http://www.statistikdatabasen.scb.se/pxweb/sv/ssd/START__BE__BE0101__BE0101A/BefolkningNy/?rxid=c0ca3bb8-255c-43ba-85f1-ee5289d082c4. Läst 12 juni 2019.
75. ↑  ”Antal personer med utländsk eller svensk bakgrund (fin indelning) efter region, ålder i tioårsklasser och kön. År 2002 - 2018”. Statistikdatabasen. Statistiska centralbyrån. 21 mars 2019. http://www.statistikdatabasen.scb.se/pxweb/sv/ssd/START__BE__BE0101__BE0101Q/UtlSvBakgFin/. Läst 12 juni 2019.
76. 1 2  ”Folkmängden efter region, födelseland och kön. År 2000 - 2021”. Statistikdatabasen. Statistiska centralbyrån. https://www.statistikdatabasen.scb.se/pxweb/sv/ssd/START__BE__BE0101__BE0101E/FolkmRegFlandK/. Läst 31 maj 2022.
77. ↑  ”Utländska medborgare efter region, ålder i tioårsklasser och kön. År 1973 - 2018”. Statistikdatabasen. Statistiska centralbyrån. 21 mars 2019. http://www.statistikdatabasen.scb.se/pxweb/sv/ssd/START__BE__BE0101__BE0101F/UtlmedbTotNK/?rxid=f7123122-a545-4e42-922d-ffb043413f6d. Läst 12 juni 2019.
78. ↑  ”Välkommen till Norrbottens museum”. www.norrbotten.se. http://www.norrbotten.se/sv/Kultur/Konst--och-kulturverksamhet/Kulturarv-och-museer-i-Norrbotten/Norrbottens-museum/. Läst 15 maj 2022.[död länk]
79. ↑  ”Friluftsmuseet Hägnan i Gammelstads kyrkstad”. Gammelstad. Arkiverad från originalet den 23 maj 2022. https://web.archive.org/web/20220523085021/https://www.visitgammelstad.se/friluftsmuseet-hagnan/. Läst 15 maj 2022.
80. ↑  ”Norrbottens Järnvägsmuseum”. www.nbjvm.se. https://www.nbjvm.se/. Läst 15 maj 2022.
81. ↑  ”Luleå Hamnfestival - hamnfestivalen för alla i Luleå”. 22 juni 2021. https://luleahamnfestival.se/. Läst 15 maj 2022.
82. ↑  ”Hamnfestivalen är tillbaka – så blir sommarens kalas”. Norrbottenskuriren. 23 februari 2022. https://kuriren.nu/bli-prenumerant/artikel/r19y9qpj. Läst 15 maj 2022.
83. 1 2  Therese Engström. Arkitektur i Luleå. Luleå kommun. sid. 2, 21. Arkiverad från originalet den 20 mars 2022. https://web.archive.org/web/20220320172023/http://www.lulea.se/download/18.3e695a2114d272f03ee4e9/1430919980357/Arkitektur%20sammanst%C3%A4llning.pdf. Läst 15 maj 2022.
84. ↑  ”Fragment Luleå stadsbrand - Norrbottens museum”. norrbottensmuseum.se. https://norrbottensmuseum.se/bildarkiv-foeremaalssamlingar/ur-samlingarna/fragment-luleaa-stadsbrand.aspx. Läst 15 maj 2022.
85. ↑  ”Fakta om Kulturens hus”. Kulturens Hus Luleå. https://www.kulturenshus.com/om-oss/fakta-om-kulturens-hus/. Läst 15 maj 2022.
86. ↑  ”Tillstånd behövs för markarbeten inom Gammelstads fornlämning”. www.lansstyrelsen.se. https://www.lansstyrelsen.se/norrbotten/om-oss/nyheter-och-press/nyheter---norrbotten/2022-04-25-tillstand-behovs-for-markarbeten-inom-gammelstads-fornlamning.html. Läst 15 maj 2022.
87. ↑  Centre, UNESCO World Heritage. ”Church Town of Gammelstad, Luleå” (på engelska). UNESCO World Heritage Centre. https://whc.unesco.org/en/list/762/. Läst 15 maj 2022.
88. ↑  ”Svenska Heraldiska Föreningens vapendatabas”. Arkiverad från originalet den 18 oktober 2012. https://web.archive.org/web/20121018011750/http://databas.heraldik.se/index.php. Läst 24 november 2008.